# Japalura polygonata
Espèce
Synonymes
- Diploderma polygonatum Hallowell, 1861

Japalura polygonata est une espèce de sauriens de la famille des Agamidae.

## Répartition
Cette espèce se rencontre à Taïwan et dans l'archipel Nansei au Japon.

## Liste des sous-espèces
Selon The Reptile Database (2 mai 2012) :
- Japalura polygonata donan Ota, 2003 de Yonaguni-jima
- Japalura polygonata ishigakiensis Van Denburgh, 1912 de Ishigaki-jima
- Japalura polygonata miyakensis Van Denburgh, 1912 de Miyako-jima
- Japalura polygonata polygonata (Hallowell, 1861) de l'archipel Nansei
- Japalura polygonata xanthostoma Ota, 1991 de Taïwan

## Publications originales
- Hallowell, 1861 "1860" : Report upon the Reptilia of the North Pacific Exploring Expedition, under command of Capt. John Rogers, U. S. N. Proceedings of the Academy of Natural Sciences of Philadelphia, vol. 12, p. 480-510 (texte intégral).
- Van Denburgh, 1912 : Concerning certain species of reptiles and amphibians from China, Japan, the Loo Choo Islands, and Formosa. Proceedings of the California Academy of Sciences, sér. 4, vol. 3, no 10, p. 187-258 (texte intégral).
- Ota, 1991 : Taxonomic redefiniton of Japalura swinhonis Günther (Agamidae:Squamata), with a description of a new subspecies of J. polygonata from Taiwan. Herpetologica, vol. 47, p. 280-294
- Ota, 2003 : A new subspecies of the Agamid Lizard, Japalura polygonata (Hallowell, 1861) (Reptilia: Squamata), from Yonagunijima Island of the Yaeyama Group, Ryukyu Archipelago. Current Herpetology, vol. 22, no 2, p. 61-71 (texte intégral).